# Gelvis Solano
Gelvis Andrés Solano Paulino (New York, 1º giugno 1994) è un cestista statunitense con cittadinanza dominicana.

## Carriera
Con la Rep. Dominicana ha disputato i  Campionati americani del 2017 e i Campionati mondiali del 2019.